# Pop-Tarts Bowl 2024
Match précédent Match suivant
Le Pop-Tarts Bowl 2024 est un match de football américain de niveau universitaire joué après la saison régulière de 2024, le 28 décembre 2024 au Camping World Stadium situé à Orlando dans l'État de Floride aux États-Unis. 
Il s'agit de la 35e édition du Pop-Tarts Bowl.
Le match met en présence l'équipe des Cyclones d'Iowa State issue de la Big 12 Conference et l'équipe des Hurricanes de Miami issue de la Atlantic Coast Conference.
Programmée vers 15 h 30 locales (21 h 30 en France), la rencontre est retransmise à la télévision par ABC.
Sponsorisé par la société Pop-Tarts, le match est officiellement dénommé le 2024 Pop-Tarts Bowl. 

## Présentation du match
Il s'agit de la 1re rencontre entre les deux équipes.
| Équipes                                                                                              | Logos | Couleurs | Conférences | Entraîneurs                      | Stats. saison rég. | Classements avant le bowl | Classements avant le bowl | Classements avant le bowl |
| --- | ----- | -------- | ----------- | -------------------------------- | ------------------ | ------------------------- | ------------------------- | ------------------------- |
| Équipes                                                                                              | Logos | Couleurs | Conférences | Entraîneurs                      | Stats. saison rég. | CFP                       | AP                        | Coaches                   |
| Cyclones d'Iowa State                                                                                |       |          | Big 12      | Matt Campbell (en) (9e saison)   | 10 - 3             | no 18                     | no 18                     | no 19                     |
| Hurricanes de Miami                                                                                  |       |          | ACC         | Mario Cristobal (en) (3e saison) | 10 - 2             | no 13                     | no 15                     | no 16                     |
| - Arbitre : Jeff Heaser (SEC) - Équipe donnée favorite par les bookmakers : Iowa State par 2½ points |       |          |             |                                  |                    |                           |                           |                           |

### Cyclones d'Iowa State
Iowa State termine la saison régulière avec un bilan de 10 victoires et 2 défaites (7-2 en matchs de conférence). 
Après sept victoires lors des sept premiers matchs, l'équipe est provisoirement classée no 9 des divers rankings. Elle sort des classements à la suite de deux défaites consécutives mais termine sa saison par trois victoires.
Ils perdent ensuite 19 à 45 la finale de conférence Big 12 jouée contre #15 Arizona State affichant un bilan avant le bowl de 10 victoires pour 3 défaites. Ils terminent la saison régulière classés 2e de la Big 12 Conference derrière Arizona State (#15).
Iowa a rencontré trois équipes classées dans le Top 25 de l'AP, battant Iowa (#21) et Kansas State (#24) mais perdant contre Arizona State (#15).
À l'issue de la saison 2024 (bowl non compris), ils sont désignés no 18 aux classements CFP et AP, no 19 au classement Coaches.
Il s'agit de leur 3e participation au Pop-Tarts Bowl et le 19e bowl de leur histoire :
| Saisons | Nom du bowl        | Dates            | Vainqueurs     | Scores  | Finalistes | Bilan   |
| ------- | ------------------ | ---------------- | -------------- | ------- | ---------- | ------- |
| 2019    | Camping World Bowl | 28 décembre 2019 | #14 Notre Dame | 33 - 0  | Iowa State | D : 0-1 |
| 2021    | Cheez-It Bowl      | 29 décembre 2021 | #22 Clemson    | 20 - 13 | Iowa State | D : 0-2 |

### Hurricanes de Miami
Miami termine la saison régulière avec un bilan de 10 victoires et 2 défaites (6-2 en matchs de conférence).
Les Hurricanes obtiennent leur meilleur classement 4e au CFP après leur neuf victoires consécutives en autant de matchs. Ils perdent ensuite deux des trois matchs suivants. 
Miami n'a rencontré aucune équipe classée dans le Top 25 de l'AP au cours de la saison régulière et terminent classés 3e de l'Atlantic Coast Conference derrière #10 SMU et #16 Clemson. 
À l'issue de la saison 2024 (bowl non compris), ils sont désignés no 13 au classement CFP, no 15 au classement AP et no 16 au classement Coaches.
Il s'agit de leur 7e participation au Pop-Tarts Bowl et le 44e bowl de leur histoire :
| Saisons | Nom du bowl           | Dates            | Vainqueurs     | Scores  | Finalistes        | Bilan   |
| ------- | --------------------- | ---------------- | -------------- | ------- | ----------------- | ------- |
| 1996    | Carquest Bowl         | 27 décembre 1996 | #19 Miami      | 31 - 21 | Virginia          | V : 1-0 |
| 1998    | MicronPC Bowl         | 29 décembre 1998 | #24 Miami      | 46 - 23 | NC State          | V : 2-0 |
| 2009    | Champs Sports Bowl    | 29 décembre 2009 | #24 Wisconsin  | 20 - 14 | #14 Miami         | D : 2-1 |
| 2013    | Russell Athletic Bowl | 28 décembre 2013 | #18 Louisville | 36 - 09 | Miami             | D : 2-2 |
| 2016    | Russell Athletic Bowl | 28 décembre 2016 | Miami          | 31 - 14 | #14 West Virginia | V : 3-2 |
| 2020    | Cheez-It Bowl         | 29 décembre 2020 | Oklahoma State | 37 - 34 | #18 Miami         | D : 3-3 |